# Gordon Graydon (homme politique canadien)
Pour les articles homonymes, voir Gordon Graydon et Graydon.
Gordon Graydon (7 décembre 1896-19 septembre 1953) est un homme politique canadien de l'Ontario. Il est député fédéral conservateur et progressiste-conservateur de la circonscription ontarienne de Peel de 1935 jusqu'à son décès en 1953.

## Biographie
Né à Snelgrove, aujourd'hui Caledon, en Ontario, Graydon étudie à la S.S. No 6 Chinguacousy dans le comté de Peel, ainsi qu'à la Brampton High School (en), la science politique à l'université de Toronto et le droit à la Osgoode Hall Law School d'où il gradue en 1924. Il devient ensuite partenaire avec le juge William Raney (en).
En 1933, il devient président de l'Association conservatrice du comté de Peel et, alors âgé de 36 ans, le plus jeune à avoir occupé cette position. En 1934, il insuffle un renouveau au parti conservateur de l'Ontario avec la formation d'une aile jeunesse, la Young Conservative Clubs (en)
Élu en 1935, il est réélu en 1940, 1945, 1949 et 1953. Il meurt peu après les élections en 1953.
Les Conservateurs étant dans l'opposition, Graydon occupe la positon de chef de l'opposition officielle de janvier 1943 à juin 1945 en raison de l'absence du chef conservateur John Bracken à la Chambre des communes et de son intention de ne pas y siéger dans l'élection de 1945.
En 1945, il est délégué canadien à la San Francisco World Conference et délégué du Canada à Londres sur le comité préparatoire des Nations unies. Il est délégué suppléant du Canada lors de la 1re Assemblée générale des Nations unies en 1946 et conseiller parlementaire du délégué canadien à l'Assemblée générale des Nations unies en 1950 et à New York en 1952.
Une école secondaire de Mississauga et une école publique de Brampton sont nommées en son honneur.